# Тупиков, Василий Иванович
Василий Иванович Тупиков (31 декабря 1901, Курск — 21 сентября 1941, урочище Шумейково Лохвицкий район, Полтавская область) — советский военачальник, генерал-майор (1940), с декабря 1940 по июнь 1941 — военный атташе СССР в Германии. Начальник штаба Юго-Западного фронта в июле — сентябре 1941 года. Погиб в сентябре 1941 года при попытке выйти из окружения под Киевом.

## Биография
Родился в Курске 31 декабря 1901 года в семье рабочего-железнодорожника. В 1919 окончил Тульское железнодорожное училище и стал работать на ст. Поныри.
В Красной Армии с 1922 года. Окончил курсы «Выстрел» в 1926, Военную академию РККА им. Фрунзе (1933). Член ВКП(б) с 1921 года.
В 1922—1925 годах — военком батальона и полка, затем командовал стрелковым батальоном и полком.
В 1934—1937 годах — военный атташе СССР в Эстонии.
1937 — начальник штаба 33-го стрелкового корпуса. С апреля 1939 по декабрь 1940 года — начальник штаба Харьковского военного округа.
При введении в РККА генеральских званий 4 июня 1940 года Тупикову было присвоено воинское звание генерал-майор.

## Военный атташе
С декабря 1940 — военный атташе в Германии, а также резидент советской разведывательной сети в Германии под псевдонимом «Арнольд». Работая в Берлине и анализируя поступающие от агентуры сведения, неоднократно предупреждал Разведупр о подготовке Германии к войне против СССР.
29 декабря 1940 года военный атташе и резидент Тупиков получил особо ценную информацию. Агент «Альта» — под псевдонимом действовала немецкая журналистка Ильза Штебе — сообщила: Гитлер отдал приказ о подготовке к войне с СССР. Источник информации — ответственный работник МИДа Германии Рудольф фон Шелиа, он же агент «Ариец».

Москва приказала Тупикову перепроверить информацию. Ильза Штебе настаивала: 
«Данные основаны не на слухах, а на специальном приказе Гитлера, о котором известно лишь ограниченному кругу лиц. „Ариец“ подчеркивает — подготовка наступления против СССР началась давно, но была одно время приостановлена в связи с проведением компании против Англии. Гитлер считает, что состояние Красной Армии низкое и весной он будет иметь несомненный успех».

Тупиков постоянно сигнализирует в Центр: нападение Германии на СССР — дело решённое. 25-26 апреля 1941 года начальник разведуправления Генштаба получил от него записку: 
«За 3,5 месяца пребывания здесь я послал Вам до полусотни телеграмм и несколько десятков письменных донесений. Все они — крупинки ответа на основной вопрос: стоит ли в планах германской политики и стратегии война с нами; каковы сроки начала столкновения; как будет выглядеть германская сторона при этом? Вывод: сроки начала столкновения — в пределах текущего года».
После начала войны вместе с другими советскими дипломатами Тупикова интернировали германские власти — сначала в Турцию, потом в СССР.

## Начальник Штаба Юго-Западного фронта
С 29 июля 1941 — начальник штаба Юго-Западного фронта. Войска фронта вели тяжелые оборонительные бои с превосходящими силами противника на правобережной Украине.

Тупиков активно предупреждал Ставку о возможности окружения. 14 сентября 1941 года в 3.25 он обратился к начальнику Генштаба Шапошникову и начальнику штаба главкома Юго-Западного направления. В телеграмме он характеризовал тяжелое положение войск фронта, находившегося под угрозой окружения. Предлагал срочно отвести войска на левый берег Днепра. И так завершил донесение:

«Начало понятной вам катастрофы — дело пары дней»

В ответной телеграмме Шапошников обвинил Тупикова в паникерстве:

«Командующему ЮЗФ, копия Главкому ЮЗН. Генерал-майор Тупиков представил в Генштаб паническое донесение. Обстановка, наоборот, требует сохранения исключительного хладнокровия и выдержки командиров всех степеней. Необходимо не поддаваясь панике, принять все меры к тому, чтобы удержать занимаемое положение и особенно прочно удерживать фланги. Надо заставить Кузнецова (21А) и Потапова (5А) прекратить отход. Надо внушить всему составу фронта необходимость упорно драться, не оглядываясь назад. Необходимо неуклонно выполнить указания тов. Сталина, данные вам 11.9. Шапошников»
Через пару часов состоялся телефонный разговор со Сталиным. Командующий фронтом Кирпонос заверял Ставку: ситуация под контролем, фронт не помышляет об отходе. Этого же мнения придерживался Бурмистенко, член Военного совета фронта.

Вернувшись в кабинет, Тупиков сетовал:
Неужели в Генштабе не понимают всего трагизма ситуации вокруг нашего фронта? Ведь мы фактически находимся в мышеловке. Судьба войск фронта исчисляется не сутками, а часами.
Фланги Юго-Западного фронта не были готовы к обороне. У фронта на флангах не было резервных войск, которые могли бы парировать прорыв врага. На другой день замкнулось кольцо в районе Лохвицы. Соединились немецкие части 2-й танковой группы, наступавшей с севера, и 1-й танковой группы, прорвавшейся с кременчугского плацдарма. В кольце оказались сотни тысяч военных, 5, 21, 26, 37-я и части сил 38-й армии.
Ставка до последнего не разрешала отходить центральной группировке Ю-З фронта. Приказ об отходе пришел лишь в ночь на 18 сентября. Но было слишком поздно.
Гудериан писал об этих днях:

16 сентября мы перевели наш передовой командный пункт в Ромны. Окружение русских войск успешно продолжалось. Мы соединились с танковой группой Клейста. С того времени, как были начаты бои за Киев, 1-я танковая группа захватила 43 000 пленных, 6-я армия — 63 000. Общее количество пленных, захваченных в районе Киева, превысило 290 000 человек.

## Гибель
Погиб Тупиков, выходя из окружения.
Управление ЮЗ фронта — Военный совет и штаб фронта — двинулось в путь отдельной колонной в ночь на 18 сентября. В колонне шли командующий фронта Кирпонос, члены Военного совета Рыков и Бурмистенко, Тупиков, все штабы, командующий 5-й армией Потапов, другие генералы и офицеры.

Вспоминает генерал-полковник Иван Глебов: 
Шли всю ночь. Утром 19 сентября добрались до села Городищи. Сделали остановку: двигаться дальше днем было опасно. Появились самолёты, надоедала «рама». Похоже, нас обнаружили. Подсчитали людей и все, что было в колонне. Около трех тысяч человек, шесть бронемашин полка охраны, восемь зенитных пулеметов и всего одна радиостанция — при первой же бомбежке её разбило взрывом бомбы. Мы остались без связи. Авиация все чаще бомбила колонну, противник нас обнаружил и начал окружать. В каком направлении и как прорываться из кольца?
Отряд разделился. Рота НКВД двинулась на Сенчу под руководством Баграмяна. Остальная колонна в тысячу офицеров — с Кирпоносом и Тупиковым — пошла на Лохвице. Всю ночь 19 сентября шли без происшествий. Утром 20 сентября остановились дневать в роще Шумейково. Роща узкая и длинная — 100 м шириной, в длину до 1,5 км. Разведчики доложили — все дороги вокруг заполнены немцами. Отряд советских офицеров быстро обнаружили. Завязался бой, немцы обстреливали рощу из минометов и пулеметов, на опушку врывались танки и мотоциклы, в атаку шли автоматчики. Атака шла за атакой. Вечером погиб Кирпонос, пропал Бурмистенко. В плен попали Рыков и Потапов.

Продолжаем цитировать Глебова: 
Ночью 21 сентября немцы полностью окружили рощу и простреливали её насквозь. Тупиков собрал группу офицеров и бойцов, всех, кто ещё остался в живых.
— Идем на прорыв без шума, — сказал Василий Иванович. — Следуйте за мной тихо.
Внезапно, без выстрела мы бросились за генералом на врага. Немцы этого не ожидали и растерялись. А когда пришли в себя, многие командиры и бойцы вырвались из плотного кольца фрицев и пробили себе дорогу. Среди счастливчиков оказался и я. Но генерала Тупикова среди нас не оказалось — он погиб в перестрелке у хутора Овдиевка, в 2 км от рощи Шумейково. Труп его, как потом стало известно, обнаружили и опознали при экспертизе лишь в 1943 г. Причина запоздалого розыска трупа Тупикова состояла в том, что его могила находилась в поле, которое дважды запахивалось и засевалось.

После войны останки генерал-майора Тупикова нашли и погребли в Киеве около Памятника Вечной Славы.

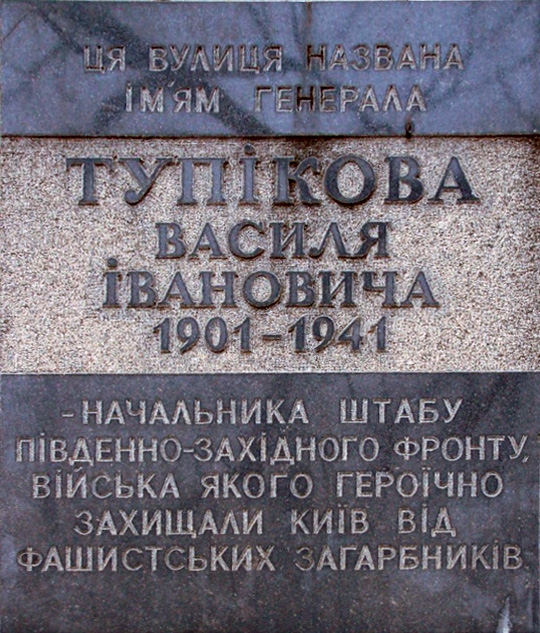
Табличка на улице Тупикова в Киеве

## Память
В честь генерал-майора В. И. Тупикова названы улицы в Киеве и городе Лохвица. 2 марта 2023 улица в Киеве переименована в улицу А. А. Мельника.

## Награды
- Орден Отечественной войны 1-й степени (6.06.1965, посмертно).[3]